# První vláda Marta Laara
První vláda Marta Laara byla vládou Estonské republiky od 21. října 1992 do 8. listopadu 1994.
| Funkce                           | Jméno            | Funkční období        |
| -------------------------------- | ---------------- | --------------------- |
| Premiér                          | Mart Laar        | 21.10.1992–08.11.1994 |
| Ministr vnitra                   | Lagle Parek      | 21.10.1992–27.11.1993 |
| Ministr vnitra                   | Heiki Arike      | 14.12.1993–08.11.1994 |
| Ministr zahraničních věcí        | Trivimi Velliste | 21.10.1992–07.01.1994 |
| Ministr zahraničních věcí        | Jüri Luik        | 07.01.1994–08.11.1994 |
| Ministr obrany                   | Hain Rebas       | 21.10.1992–05.08.1993 |
| Ministr obrany                   | Jüri Luik        | 23.08.1993–08.11.1994 |
| Ministr obrany                   | Indrek Kannik    | 07.01.1994–23.05.1994 |
| Ministr obrany                   | Enn Tupp         | 28.06.1994–08.11.1994 |
| Ministr dopravy a infrastruktury | Andi Meister     | 21.10.1992–08.11.1994 |
| Ministryně sociálních věcí       | Marju Lauristin  | 21.10.1992–20.09.1994 |
| Ministr sociálních věcí          | Toomas Vilosius  | 20.09.1994–08.11.1994 |
| Ministryně pro reformy           | Liia Hänni       | 21.10.1992–08.11.1994 |
| Ministr kultury a školství       | Paul-Eerik Rummo | 21.10.1992–21.06.1994 |
| Ministr kultury a školství       | Peeter Olesk     | 27.06.1994–08.11.1994 |
| Ministr pro energii              | Arvo Niitenberg  | 21.10.1992–08.11.1994 |
| Ministr financí                  | Madis Üürike     | 21.10.1992–07.01.1994 |
| Ministr financí                  | Heiki Kranich    | 11.01.1994–21.06.1994 |
| Ministr financí                  | Andres Lipstok   | 27.06.1994–08.11.1994 |
| Ministr hospodářství             | Ain Saarmann     | 21.10.1992–05.02.1993 |
| Ministr hospodářství             | Toomas Sildmäe   | 05.02.1993–11.01.1994 |
| Ministr hospodářství             | Toivo Jürgenson  | 11.01.1994–08.11.1994 |
| Ministr životního prostředí      | Andres Tarand    | 21.10.1992–08.11.1994 |
| Ministr spravedlnosti            | Kaido Kama       | 21.10.1992–23.05.1994 |
| Ministr spravedlnosti            | Urmas Arumäe     | 02.06.1994–08.11.1994 |
| Ministr zemědělství              | Jaan Leetsaar    | 21.10.1992–08.11.1994 |
| Ministr bez portfeje             | Jüri Luik        | 01.12.1992–06.10.1993 |
| Ministr bez portfeje             | Peeter Olesk     | 08.10.1993–27.06.1994 |